# 1243 Pamela
1243 Pamela è un asteroide della fascia principale del diametro medio di circa 70,07 km. Scoperto nel 1932, presenta un'orbita caratterizzata da un semiasse maggiore pari a 3,0978680 UA e da un'eccentricità di 0,0432737, inclinata di 13,26887° rispetto all'eclittica.
Il suo nome è in onore della figlia dello scopritore.